# عین الکرم
عین الکرم (به عربی: عین الکرم) یک روستا در سوریه است که در ناحیه وادی العیون واقع شده‌است. عین الکرم ۵۶۴ نفر جمعیت دارد.